# Акынбеков, Еркинбек
Акынбеков, Еркинбек (1863, а. Кушата Туркестанского района Южно-Казахстанской области — 1918, Туркестан) — казахский акын. Окончил 4-годичную русскую школу в городе Туркестан (1893). Автор сатирических, назидательских стихов, эпичных песен, кисса-дастанов, толгау-терме. А. Диваев записал и издал в 1897, 1916, 1922 годах дастаны Акынбекова «Алпамыс» и «Бекет батыр».